# Tim Weilkiens
Tim Weilkiens (* 1971 in Husum) ist ein deutscher Informatiker, Systems Engineer und Autor mehrerer Bücher über Modellierung und Vorgehensmodelle. Er ist Vorstand einer genossenschaftlichen Dienstleistungsfirma im Bereich der Software- und Systementwicklung. Zudem ist Weilkiens Co-Entwickler des Object-Management-Group-Standards Systems Modeling Language und an der Weiterentwicklung der UML und BPMN beteiligt. Des Weiteren hat er verschiedene Zertifizierungsprogramme der OMG mitentwickelt.
Nach seinem Studium der Informatik mit Nebenfach Medizin an der Christian-Albrechts-Universität zu Kiel arbeitete er als Softwareentwickler.

## Publikationen
- mit A. Huwaldt, J. Mottok, S. Roth, A. Willert: Modellbasierte Softwareentwicklung für eingebettete Systeme verstehen und anwenden. dpunkt.verlag, Heidelberg 2018, ISBN 978-3-86490-524-7.
- mit J. G. Lamm, S. Roth, M. Walker: Model-Based System Architecture. Wiley, Hoboken 2016, ISBN 978-1-118-89364-7 (englisch).
- SYSMOD - The Systems Modeling Toolbox. Pragmatic MBSE with SysML. MBSE4U, Fredesdorf 2015, ISBN 978-3-9818529-8-1 (englisch).
- mit Christian Weiss und Andrea Grass:
  - OCEB Certification Guide. Morgan Kaufmann, Waltham 2011, ISBN 978-0-12-386985-2 (englisch).
  - Basiswissen Geschäftsprozessmanagement. dpunkt.verlag, Heidelberg 2010, ISBN 978-3-89864-647-5.
- Systems Engineering mit SysML/UML. dpunkt.verlag, Heidelberg 2008, ISBN 978-3-89864-577-5.
- Systems Engineering with SysML/UML. Morgan Kaufmann, Burlington 2008, ISBN 978-0-12-374274-2 (englisch).
- mit Bernd Oestereich:
  - UML2 Certification Guide. Morgan Kaufmann, Waltham 2007, ISBN 978-0-12-373585-0 (englisch).
  - UML2-Zertifizierung. Test-Vorbereitung zum OMG Certified UML Professional. dpunkt.verlag, Heidelberg 2004, ISBN 3-89864-294-1.
  - UML2-Zertifizierung: Intermediate Stufe. Test-Vorbereitung zum OMG Certified UML Professional. dpunkt.verlag, Heidelberg 2005, ISBN 3-89864-312-3.
  - UML 2.0 Zertifizierungsvorbereitung. Fundamental, Intermediate und Advanced. Test-Vorbereitung zum OMG Certified UML Professional. dpunkt.verlag, Heidelberg 2006, ISBN 3-89864-424-3.
- mit Bernd Oestereich, Christian Weiss, Claudia Schröder: Objektorientierte Geschäftsprozessmodellierung mit der UML. Dpunkt.verlag, Heidelberg 2003, ISBN 3-89864-237-2.